# アルベール・アンカー
アルベール・アンカー（Albert Anker、本名 Albrecht Samuel Anker、1831年4月1日 - 1910年7月16日）は、スイスの画家である。19世紀のスイスの村の生活や子供たちを描いて人気を得て、スイスの国民画家とも呼ばれた。静物画の優れた画家としても知られる。

## 略歴
ベルン州のインス(Ims)に獣医の息子に生まれた。1845年からヌーシャテルの学校に通い、後に画家となるオーギュスト・バシュラン(Auguste Bachelin : 1830-1890)と同級になりなり、初期の美術教育を受けた。この頃、本名のアルブレヒトからフランス系の友人に発音しやすいようにアルベールと名のるようになった。ベルンの高校を出た後、ベルンで神学を学び、ドイツのハレ大学に神学の研究のために留学するが、ドイツで優れた美術品にふれて、1854年には美術の道に転じた。
1855年から1860年の間はパリに滞在し、パリの国立高等美術学校に入学し、シャルル・グレールに学んだ。父親の家にスタジオを開き、スイスやパリの展覧会に出展した。1864年に結婚し、生まれた子供たちはアンカーの絵の題材になった。1866年のサロン・ド・パリで金賞を受賞した。
1870年から1874年はベルン州議会の議員を務め、ベルン美術館の設立に貢献した。1878年にフランス政府からレジオンドヌール勲章（シュバリエ）を受勲した。1889年からスイス連邦芸術委員会の委員を務め、1900年にベルン大学の名誉博士号が贈られた.。

## 作品

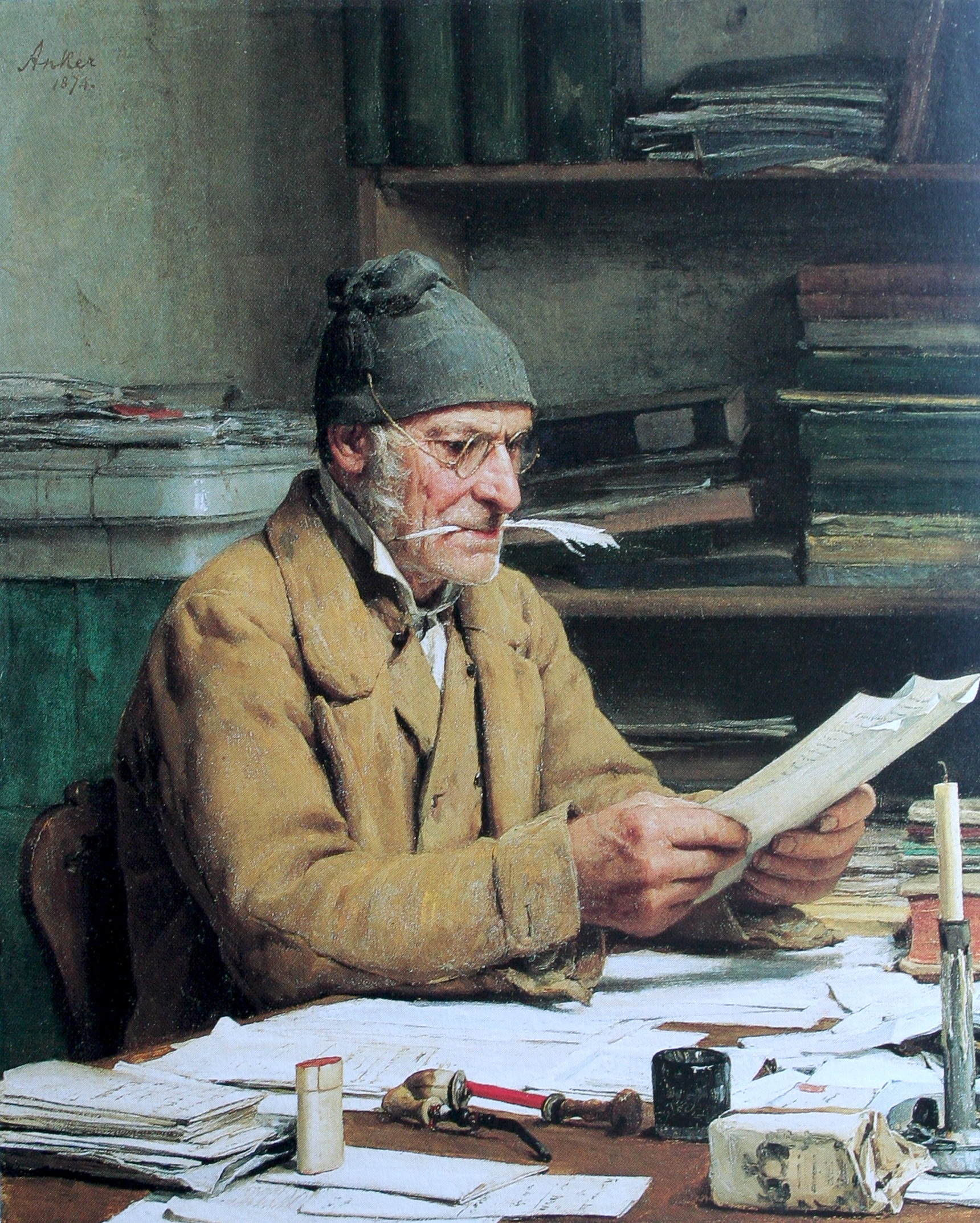
村役人 (1874)
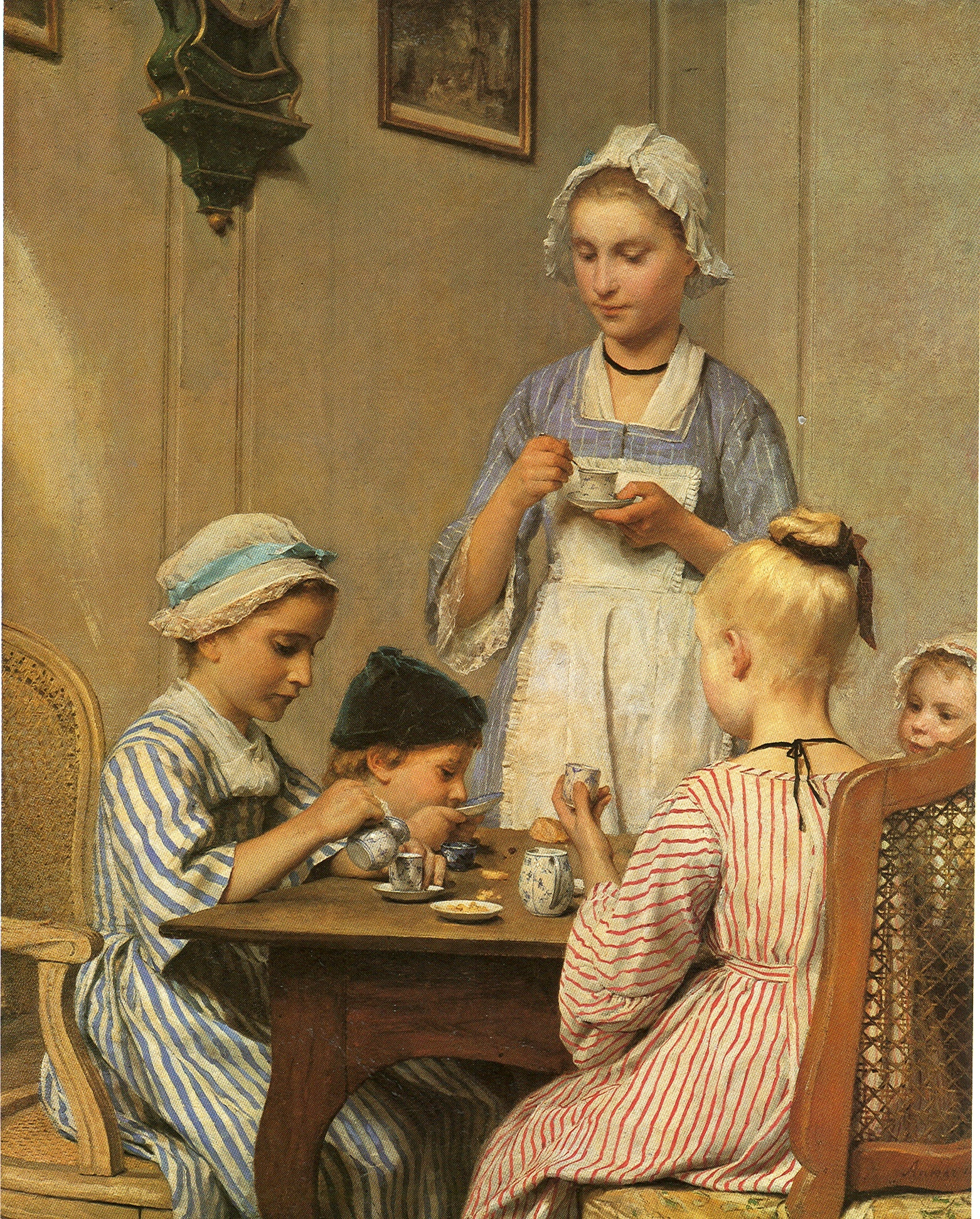
子供の朝食 (1879)
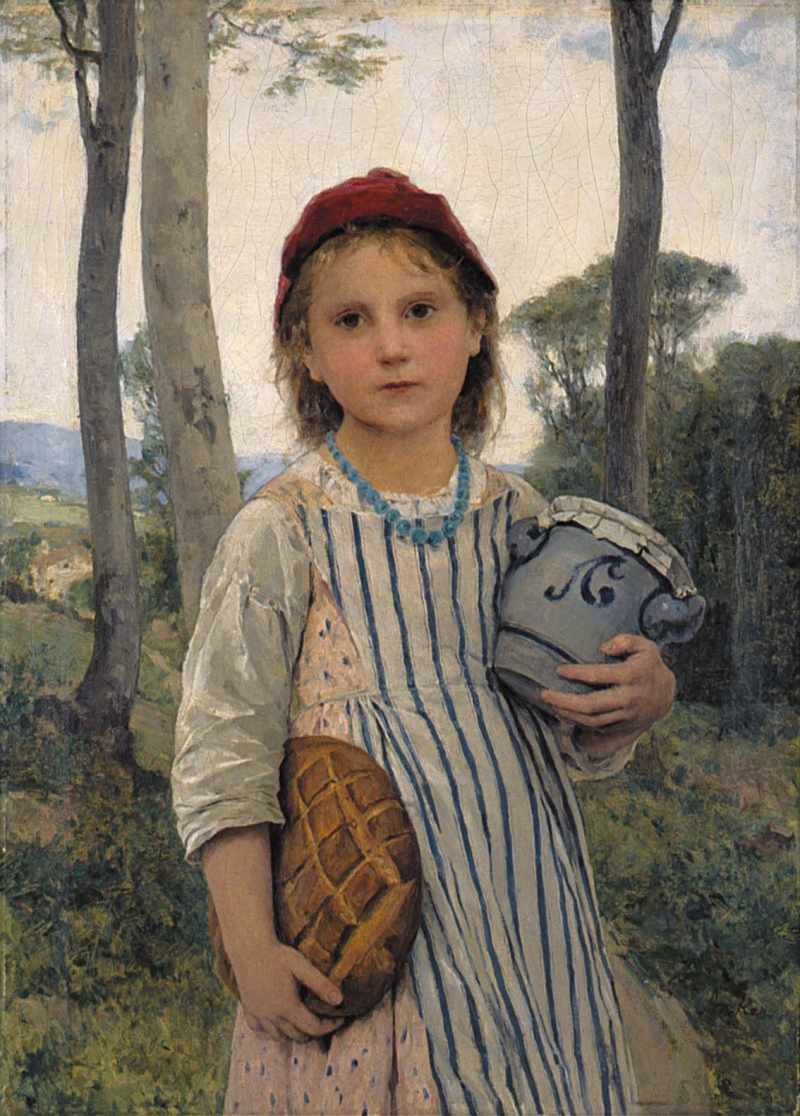
赤ずきん(1883)
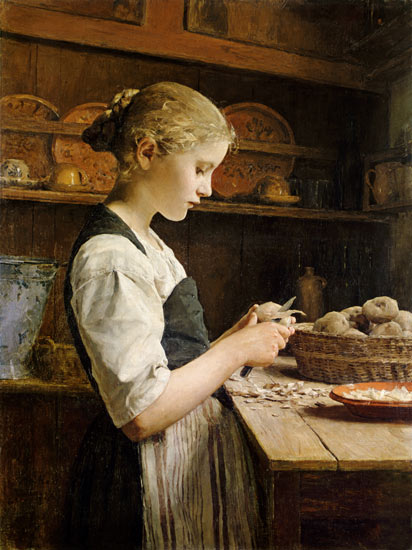
ジャガイモの皮をむく少女 (1886)
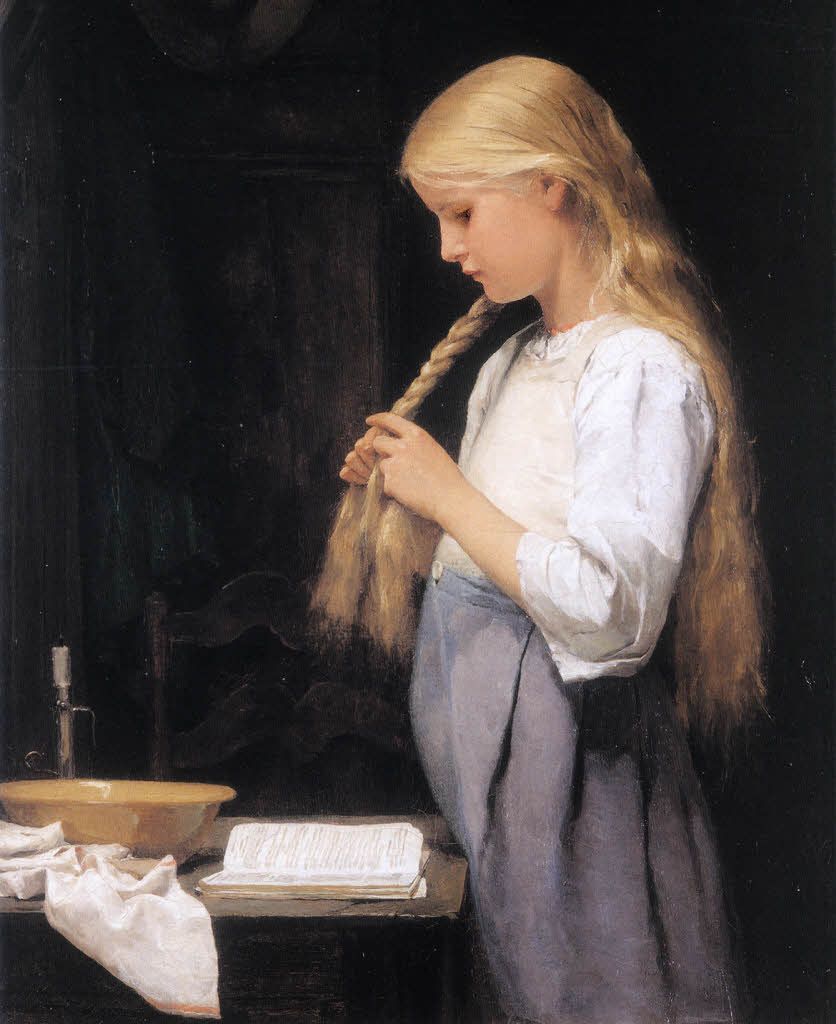
髪を編む少女 (1887)
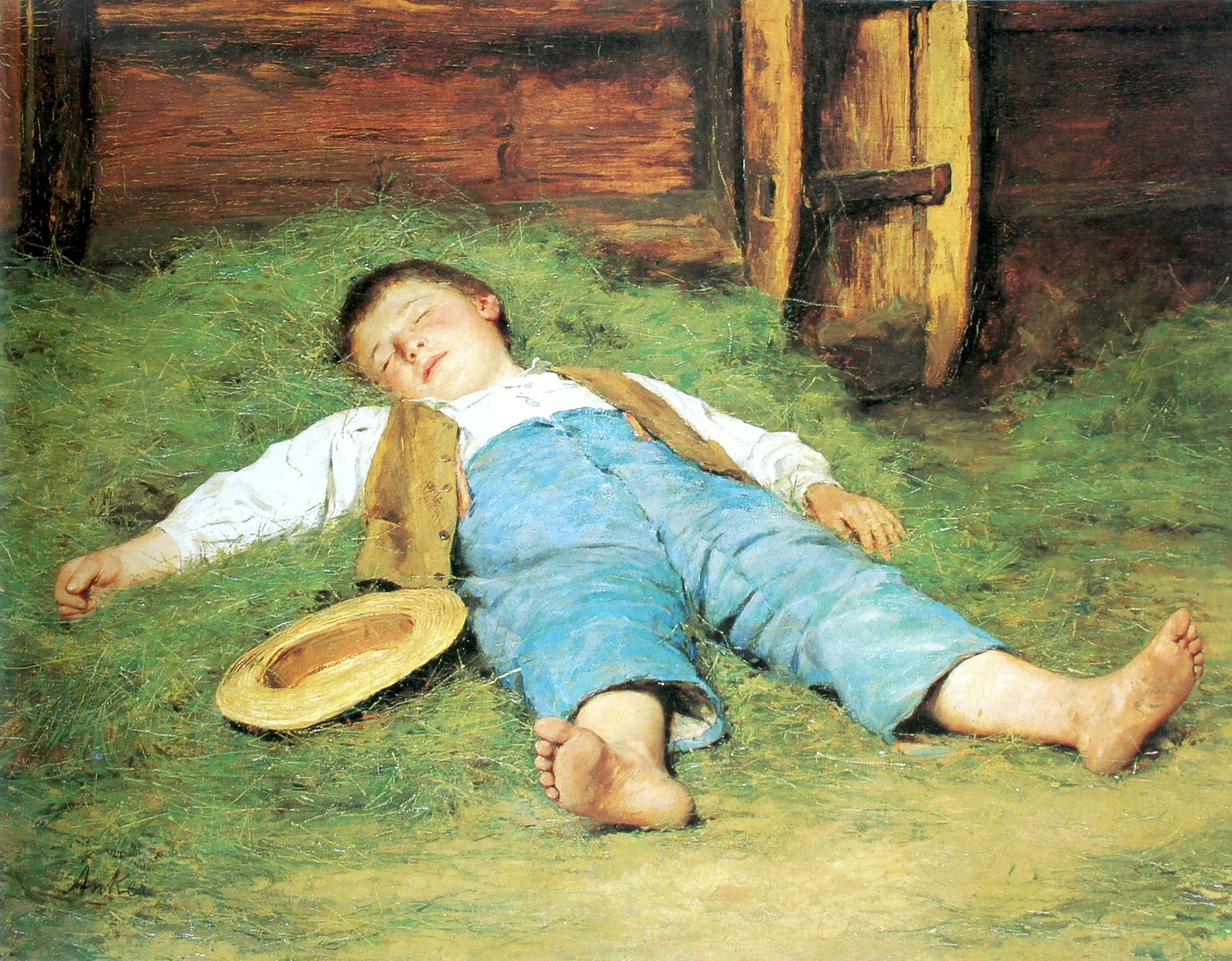
干し草の中で寝る少年
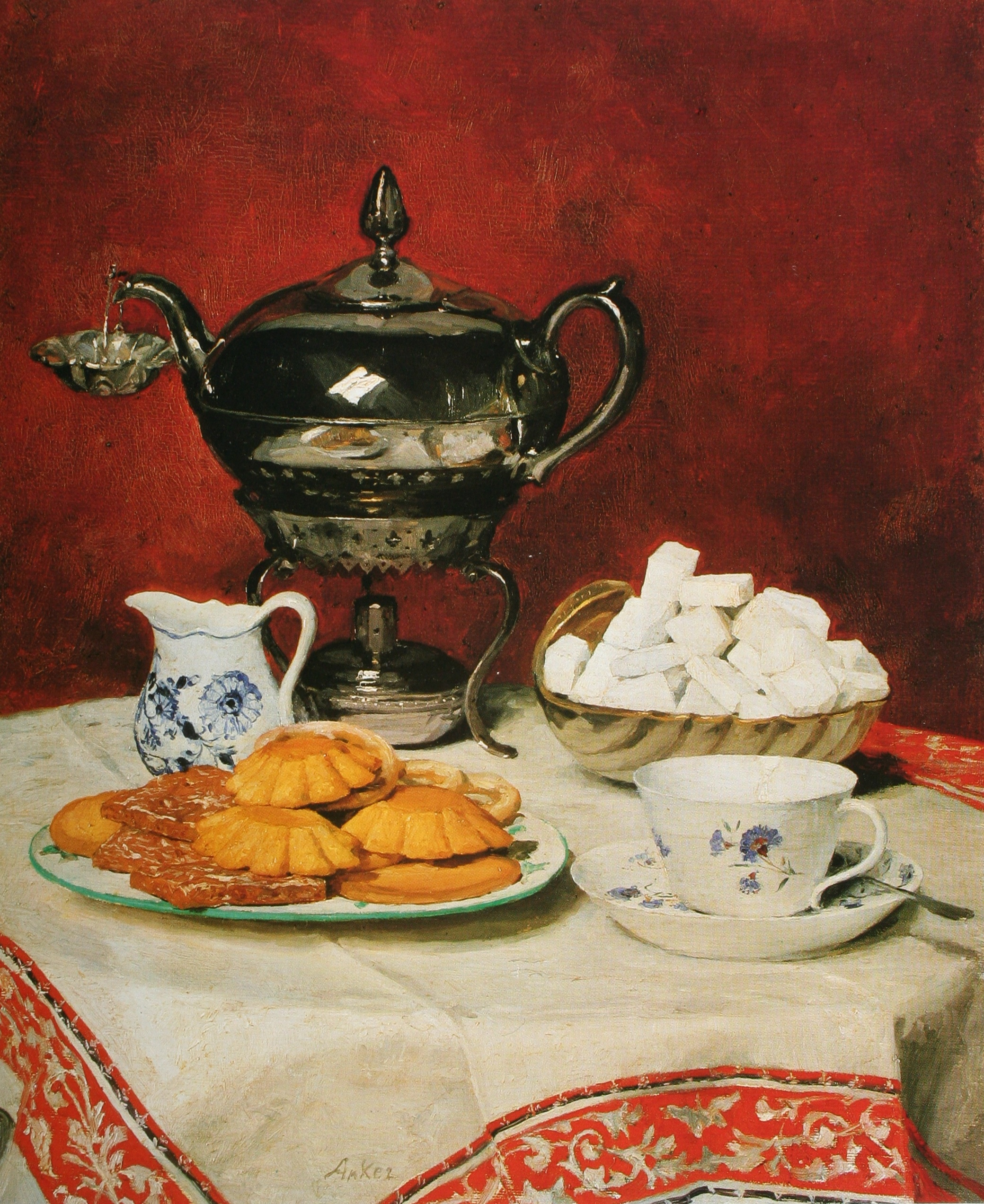
静物画 (1896)
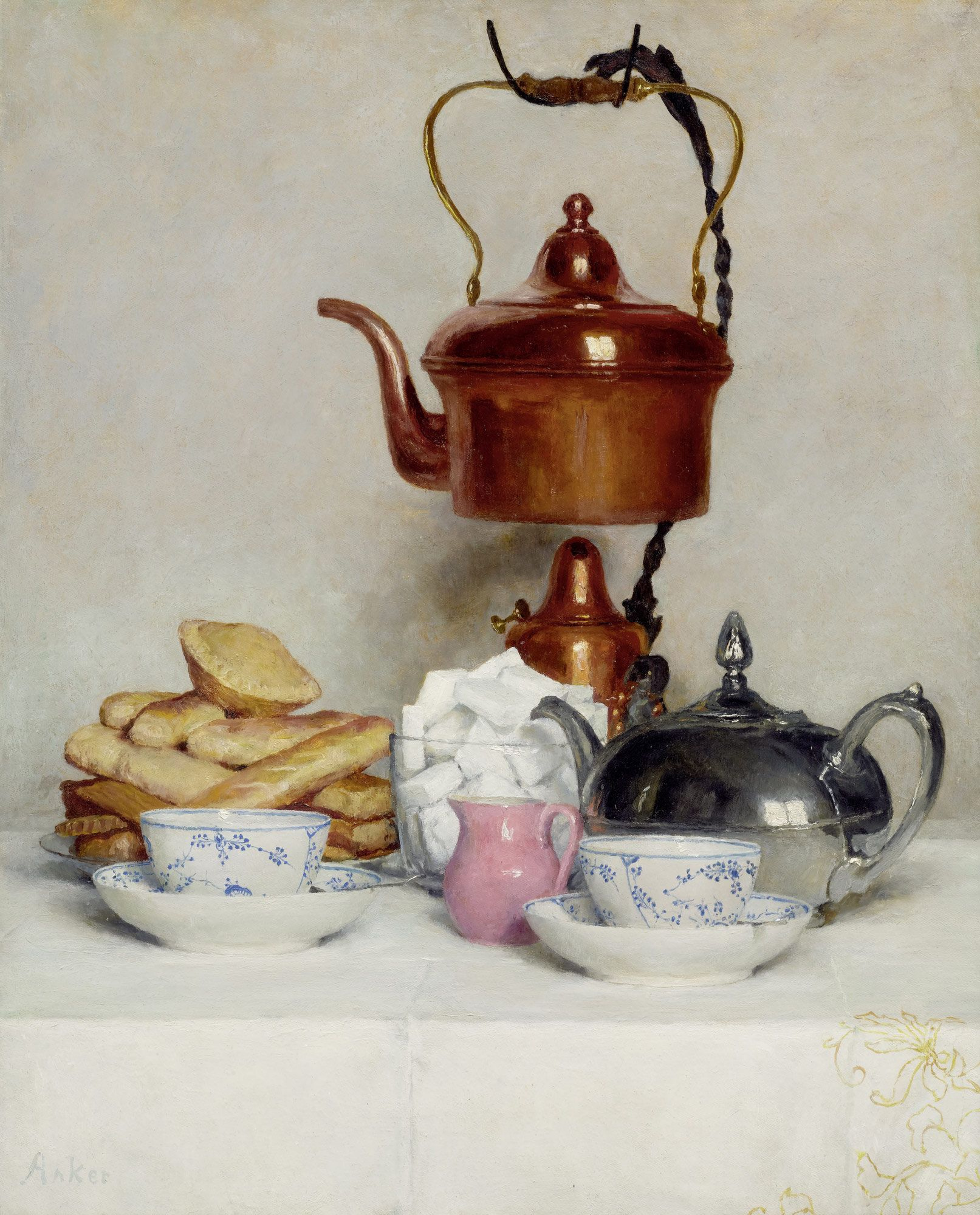
静物画

## 評伝
- H.A. Lüthy, S. Kuthy, Albert Anker (1980)
- S. Kuthy, T. Bhattacharya-Stettler, Albert Anker, Ölgemälde und Ölstudien (1995)